# 中国2010年上海世界博览会成都案例馆
中国2010年上海世界博览会城市最佳实践区成都案例馆（又名活水公园）是2010年上海世博会的一个展馆，位于城市最佳实践区，也是上海世博会上唯一一个露天展馆。案例面积为2680平方米，展示主题是“活水文化，让生活更美好”。
成都案例馆的原型是四川成都的活水公园，该公园曾获得过联合国人居奖，是一座展示“人工湿地水处理系统”并以水保护为主题的城市生态景观公园。成都案例馆将分为四个展示部分，分别展现未污染前的自然环境、污染时的自然环境、人工湿地水处理系统、经过生物净化后的河水。其中的水处理系统，包括了臭氧处理、沉淀分解、接触氧气、吸附重金属和有机物等各种净化措施，每天能够对15吨污水进行净化处理，将5类水净化到3类地表水。